# همشتدت
همشتدت (به آلمانی: Hemstedt) یک منطقهٔ مسکونی در آلمان است که در گراده‌لگن واقع شده‌است. همشتدت  ۲۹۴ نفر جمعیت دارد.